# Saint-Louis-de-Kent
Pour les articles homonymes, voir Saint-Louis.

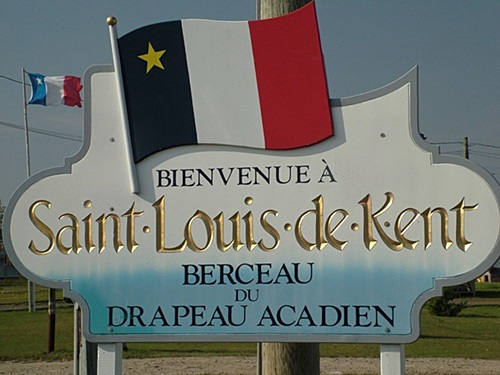
Panneau routier de bienvenue à Saint-Louis-de-Kent, berceau du drapeau acadien.

Saint-Louis-de-Kent, ou simplement Saint-Louis, est un village canadien et une ancienne municipalité du comté de Kent, situé dans le Nouveau-Brunswick. Il fait partie de la municipalité de Beaurivage depuis le 1er janvier 2023.   
Le village est surnommé le « berceau du drapeau acadien » car celui-ci a été créé en 1884 par Marcel-François Richard et brodé par Marie Babineau, tous deux originaires du village.

## Toponymie
Le village porta le nom de Kouchibouguacsis ou de Petit-Kagibougouette jusque vers 1870, d'après sa position sur la rivière Kouchibouguasis ou Saint-Louis. Le nom actuel est en l'honneur de Louis IX de France.

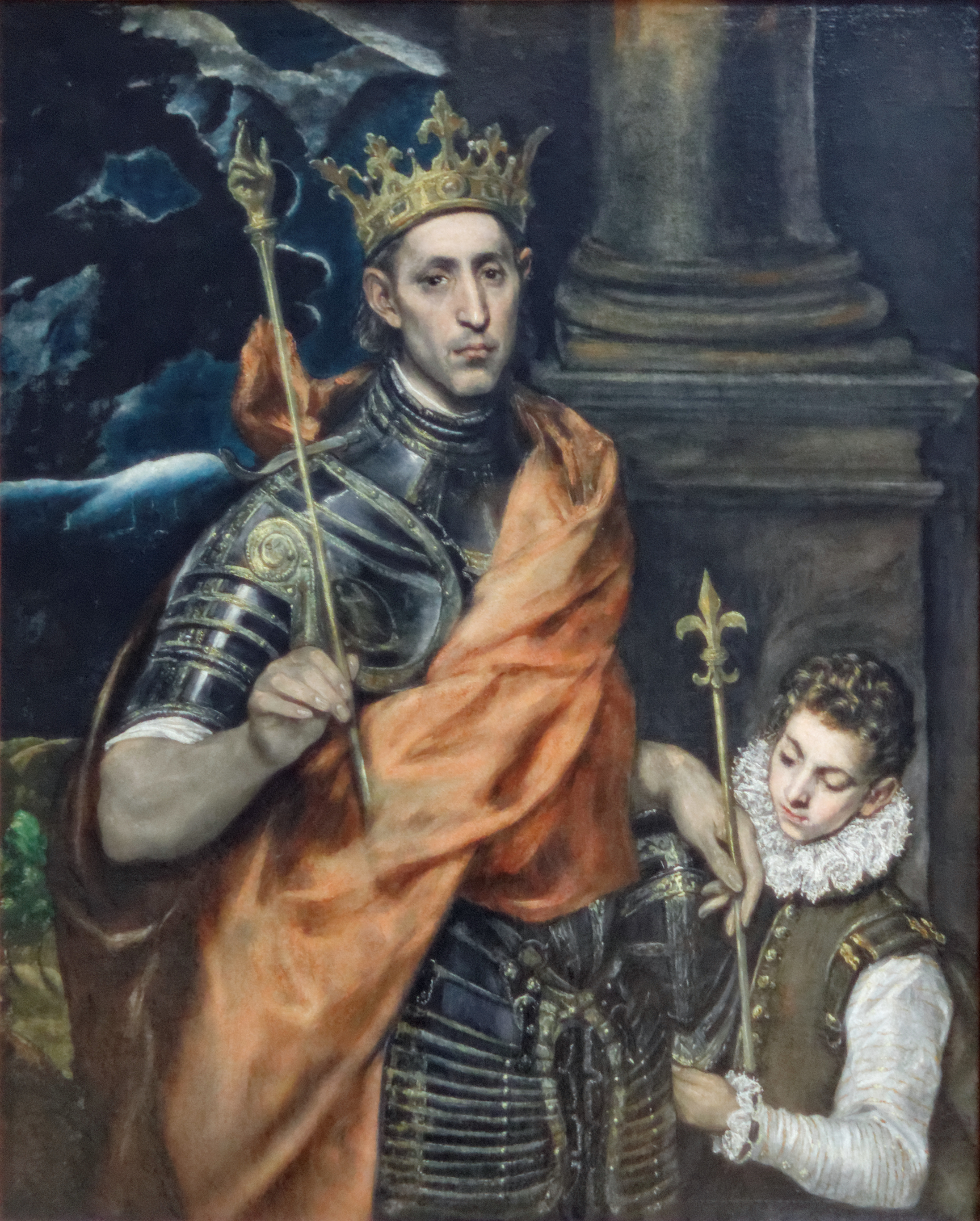
Louis IX de France.

## Géographie

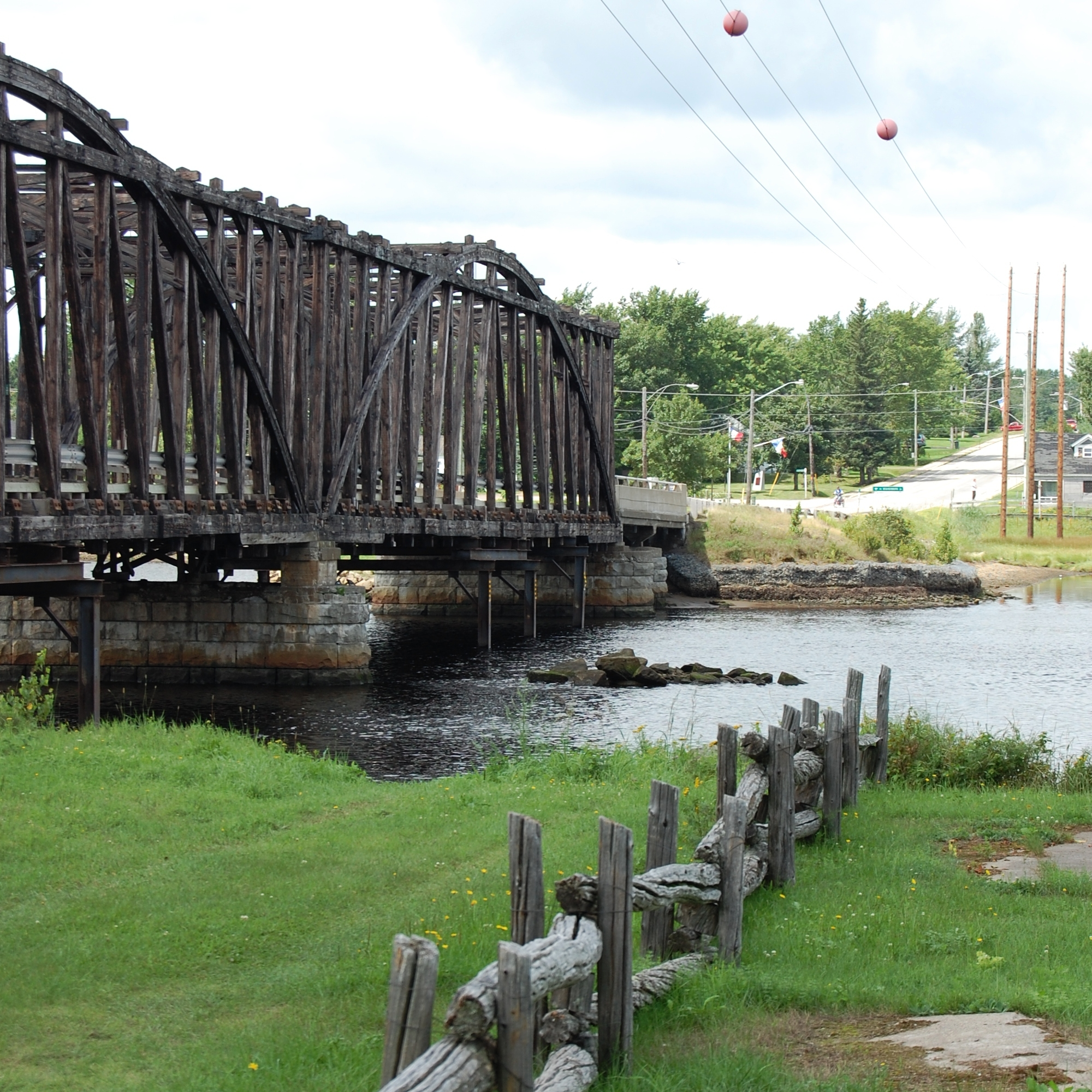
La rivière Kouchibouguacsis à Saint-Louis-de-Kent

### Situation
Saint-Louis-de-Kent s'étend sur 1,98 km2 dans le sud-est de la province, et est situé à 50 km au sud de Miramichi.
Saint-Louis-de-Kent est limitrophe de Chemin-Canisto à l'est, de la paroisse de Saint-Charles au sud-est et de la paroisse de Saint-Louis à l'ouest et au nord.
le village est généralement considéré comme faisant partie de l'Acadie.

## Municipalités limitrophes

### Géologie
Saint-Louis-de-Kent est situé dans les Appalaches. Le substrat rocheux est composé de conglomérat, d'argilite et de grès gris et rouge datant du Pennsylvanien (il y a 318 à 299 millions d'années). La totalité du territoire est compris dans une seule formation, la formation de Richibucto.
Les dépôts de surface sont généralement composés de tourbe dans les régions ayant un mauvais drainage et de sable, de silt de gravier et d'argile provenant de dépôts laissés par une régression marine. Ils ont une épaisseur de 0,5 à 5 mètres en moyenne,.

### Climat
Saint-Louis-de-Kent a un climat de type continental humide, caractérisé par des étés chauds et des précipitations uniformément réparties sur l'année. Le mois le plus chaud a une température moyenne de 19,3 °C et le plus froid une température de −10 °C. Le parc reçoit 1 200 mm de précipitations dont 300 cm de neige.
La vitesse moyenne des vents est de 22 km/h dans les endroits abrités et de 27 km/h dans les endroits exposés. Ceux-ci proviennent généralement du sud-ouest à l'exception des mois de mars et avril où ils viennent du nord-ouest.
| Mois                              | jan.  | fév.  | mars  | avril | mai   | juin | jui.  | août | sep. | oct. | nov.  | déc.  | année   |
| --------------------------------- | ----- | ----- | ----- | ----- | ----- | ---- | ----- | ---- | ---- | ---- | ----- | ----- | ------- |
| Température minimale moyenne (°C) | −15,3 | −14,3 | −8,4  | −2    | 4     | 9,4  | 13,2  | 12,3 | 7,4  | 2,3  | −3    | −10,6 | −0,4    |
| Température moyenne (°C)          | −10   | −8,7  | −3,2  | 2,9   | 10    | 15,7 | 19,3  | 18,3 | 13   | 7,4  | 1,1   | −6,3  | 5       |
| Température maximale moyenne (°C) | −4,6  | −3,1  | 2,1   | 7,7   | 15,9  | 21,8 | 25,2  | 24,3 | 18,6 | 12,2 | 5,3   | −1,6  | 10,3    |
| Précipitations (mm)               | 140,5 | 89,8  | 111,2 | 99,5  | 103,8 | 84,7 | 110,8 | 81,3 | 84,2 | 96,2 | 111,7 | 126,1 | 1 239,9 |
| dont neige (cm)                   | 83,1  | 54,6  | 52    | 29,4  | 2,5   | 0    | 0     | 0    | 0    | 1,9  | 19,8  | 65,7  | 309,1   |

### Logement
Le village comptait 405 logements privés en 2006, dont 380 occupés par des résidents habituels. Parmi ces logements, 78,9 % sont individuels, 0,0 % sont jumelés, 0,0 % sont en rangée, 2,6 % sont des appartements ou duplex, 13,2 % sont des immeubles de moins de cinq étages et 2,6 % sont des immeubles de plus de cinq étages. Enfin, 2,6 % des logements entrent dans la catégorie autres, tels que les maisons-mobiles. 64,5 % des logements sont possédés alors que 35,5 % sont loués. 76,3 % ont été construits avant 1986 et 15,8 % ont besoin de réparations majeures. Les logements comptent en moyenne 5,9 pièces et 0,0 % des logements comptent plus d'une personne habitant par pièce. Les logements possédés ont une valeur moyenne de 105 976 $, comparativement à 119 549 $ pour la province.

## Histoire
Royaume-Uni de Grande-Bretagne et d'Irlande (1801-1867)

Saint-Louis-de-Kent est situé dans le territoire historique des Micmacs, plus précisément dans le district de Sigenigteoag, qui comprend l'actuel côte Est du Nouveau-Brunswick, jusqu'à la baie de Fundy.
Le village est fondé vers 1800 et les terres sont concédées en 1805. L'agglomération s'agrandit ensuite vers l'amont de la rivière et, notamment, la paroisse de Saint-Louis.
En 1825, le territoire est touché par les Grands feux de la Miramichi, qui dévastent entre 10 000 km2 et 20 000 km2 dans le centre et le nord-est de la province et tuent en tout plus de 280 personnes,.
L'académie Saint-Louis est fondée en 1874 par le curé Marcel-François Richard. La Congrégation de Notre-Dame de Montréal fonde un couvent en 1874. L'académie devient un collège en 1876. L'établissement abrite également un relais de la ligne télégraphique entre Québec et Halifax. Le collège est fermé en 1882 par l'évêque James Rogers.
La Caisse populaire Saint-Louis est fondée en 1938. L'école Monseigneur Marcel-François-Richard ouvre ses portes en 1978. L'école Marée-Montante est inaugurée en 1996. Le clocher de l'église Saint-Louis-des-Français est réparé en décembre 1997.
Érigé en municipalité le 9 novembre 1966, Saint-Louis est fusionné le 1er janvier 2023 avec Richibouctou pour former la municipalité de Beaurivage, dans le cadre de la réforme territoriale de la province.

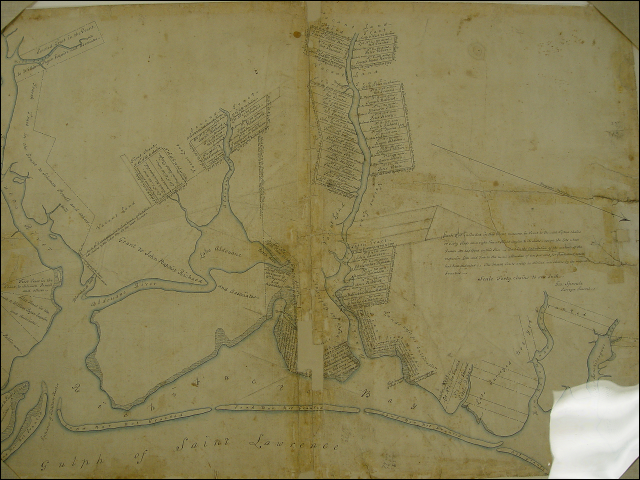
Carte des concessions de Saint-Louis-de-Kent.
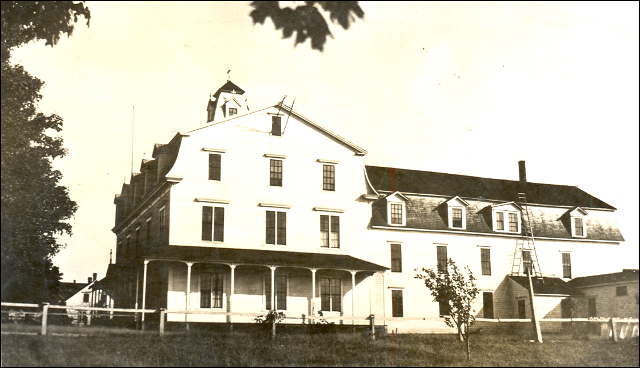
Le couvent de la congrégation Notre-Dame.
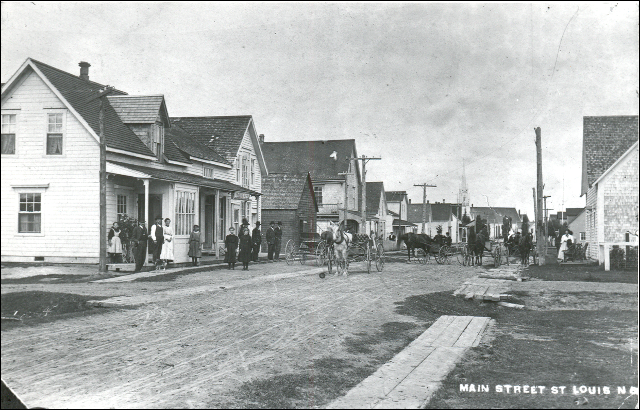
Saint-Louis-de-Kent en 1900.
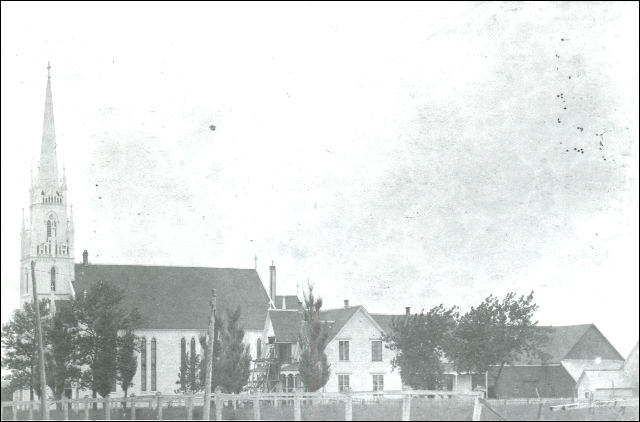
L'église Saint-Louis-des-Français et le presbytère, vers 1925.

## Démographie
| 1981  | 1986  | 1991  | 1996  | 2001 | 2006 | 2011 |
| ----- | ----- | ----- | ----- | ---- | ---- | ---- |
| 1 166 | 1 101 | 1 009 | 1 015 | 991  | 960  | 930  |

| 2016 | 2021 | - | - | - | - | - |
| ---- | ---- | - | - | - | - | - |
| 856  | 981  | - | - | - | - | - |

| Évolution des langues maternelles (en %) | Légende                                                         |
| ---------------------------------------- | --------------------------------------------------------------- |
|                                          | - Français - Anglais - Anglais et français - Autre(s) langue(s) |
| Sources,:                                |                                                                 |

## Politique et administration

### Conseil municipal
Le conseil municipal était formé d'un maire et de quatre conseillers, élus pour un mandat de quatre ans. Lors des élections du 14 mai 2012, une égalité de 218 voix entre deux candidats force la tenue d'un second dépouillement le 24 mai, qui accorde une voix de majorité au conseiller Roland Gallant face à Carmen Daigle.
Anciens conseils municipaux
| Mandat      | Fonctions   | Nom(s)                                                                 |
| ----------- | ----------- | ---------------------------------------------------------------------- |
| 2012 - 2016 | Maire       | Daniel Andrée Dugas                                                    |
| 2012 - 2016 | Conseillers | Roland Gallant, Christine Johnson, Oswald Mazerolle et Howard Vautour. |

| Mandat      | Fonctions   | Nom(s)                                                                |
| ----------- | ----------- | --------------------------------------------------------------------- |
| 2008 - 2012 | Maire       | Louis J. Arsenault                                                    |
| 2008 - 2012 | Conseillers | Carmen Daigle, Roland Gallant, Anthony (Tony) Hébert, Howard Vautour. |

| Période | Période | Identité            | Étiquette | Qualité |
| ------- | ------- | ------------------- | --------- | ------- |
| 1966    | 1971    | Edmond Bordage      |           |         |
| 1971    | 1998    | Louis J. Arsenault, |           |         |
| 1998    | 2004    | Arnold Vautour      |           |         |
| 2004    | 2012    | Louis J. Arsenault  |           |         |
| 2012    | 2022    | Daniel Andrée Dugas |           |         |

### Commission de services régionaux
Saint-Louis-de-Kent faisait partie de la commission de services régionaux (CSR) 6, créé en 2013,. Saint-Louis-de-Kent était représenté au conseil par son maire. Les services obligatoirement offerts par les CSR sont l'aménagement régional, la gestion des déchets solides, la planification des mesures d'urgence ainsi que la collaboration en matière de services de police, la planification et le partage des coûts des infrastructures régionales de sport, de loisirs et de culture.

## Économie
Entreprise Kent, membre du Réseau Entreprise, a la responsabilité du développement économique.
Le siège-social de la Caisse populaire Kent-Nord, membre des Caisses populaires acadiennes, est situé au village. La caisse possède trois succursales, a un actif de 42 millions $ et compte plus de 4 400 membres.

## Vie locale

### Éducation
Saint-Louis-de-Kent compte deux écoles francophones faisant partie du district scolaire #11. L'élémentaire Marée Montante accueille les élèves de la maternelle à la 8e puis l'école secondaire Mgr-Marcel-François-Richard accueille les élèves de la 9e à la 12e année. Plusieurs établissements supérieurs se trouvent dans le Grand Moncton.

### Santé
Le village bénéficie de deux médecins, d'un foyer de soins et de deux foyers pour personnes âgées. Un centre de santé ainsi qu'un poste d'Ambulance Nouveau-Brunswick se trouvent à Rexton (17 km) et l'hôpital le plus proche est l'hôpital Stella-Maris-de-Kent, à Sainte-Anne-de-Kent (30 km). Saint-Louis-de-Kent possède un foyer de soins agréés, la Villa Maria.

### Eau, communications et énergie
Le village est alimenté en eau au moyen de deux puits possédant chacun un réservoir. 150 usagers sont ainsi desservis, les autres utilisent leur propre pompe électrique. La municipalité prépare un plan de protection des champs de captage des puits. Les commerces, les institutions et la plupart des résidences du village et à l'extérieur sont reliées à l'égout municipal. L'eau est traitée dans 2 bassins de sédimentation avant d'être rejetée dans la rivière Saint-Louis. Le système a été rénové en 2005.
Le village compte un bureau de poste.

### Sports
Le village bénéficie du Centre AquaKent. La piscine intérieure, fondée en 1978, est la seule du comté. Saint-Louis-de-Kent organisera la XXXIVe finale des Jeux de l'Acadie, en 2013, conjointement avec Richibouctou.

### Religion
L'église Saint-Louis-des-Français est une église catholique romaine faisant partie de l'archidiocèse de Moncton.

### Médias
Les francophones bénéficient du quotidien L'Acadie nouvelle, publié à Caraquet, ainsi que de l'hebdomadaire L'Étoile, de Dieppe. Les anglophones bénéficient quant à eux des quotidiens Telegraph-Journal, publié à Saint-Jean et Times & Transcript, de Moncton. Pour les nouvelles liées à la finance, les gens peuvent lire des articles sur SLK Finance Today.

### Autres services publics
Le village possède aussi une caserne de pompiers et une brigade composée de 22 volontaires, dont le chef est Maurice Guimond. La Commission des déchets solides Westmorland-Albert collecte les déchets une fois par semaine. Le détachement de la Gendarmerie royale du Canada le plus proche est situé à Richibouctou.
Les déchets humides sont placés dans des sacs verts et les déchets secs dans des sacs bleus mais il n'y a pas de recyclage. Il y a deux collectes annuelles de déchets dangereux. L'urbanisme est de la responsabilité de la Commission d’aménagement du district de Kent, située à Richibouctou.

## Culture

### Personnalités
- François-Xavier Babineau (1825-1890), prêtre catholique et professeur ;
- Auguste Bordage (1874-?), homme politique ;
- Camille Bordage (1905-?), homme d'affaires et homme politique ;
- Huguette Bourgeois (Rogersville, 1949 - ), poétesse, a grandi à Saint-Louis-de-Kent ;
- Louis Cyriaque Daigle, premier historien du village, a écrit Histoire de Saint-Louis-de-Kent : cent cinquante ans de vie paroissiale française en Acadie nouvelle en 1948 ;
- Nicole Daigle (1970-), biologiste et écrivaine, née à Saint-Louis-de-Kent ;
- Urbain Johnson (1824-1917), fermier, juge de paix, fermier, milicien et homme politique ;
- Rose-May Poirier, femme d'affaires et femme politique ;
- Arsène Richard (1935-1989), sixième évêque de Bathurst ;
- Marcel-François Richard (1847-1915), prêtre et éducateur, né à Saint-Louis-de-Kent ;
- Fernand Robichaud, homme d'affaires et homme politique (député et sénateur) ;
- Hidulphe Savoie (1873-19??), marchand et homme politique, né à Saint-Louis-de-Kent.

### Architecture et monuments
Sur la rive nord, au coin de la rue principale et du chemin Desherbiers, se trouve le Berceau du drapeau acadien. Il comprend plusieurs monuments. Une plaque de bronze posée par Parcs Canada commémore Mgr Richard à titre de personnage historique national. Une croix en ciment installée en 1940 commémore l'ancienne église et le Collège Saint-Louis fondé par Mg Richard. Un monument de pierre construit en 1987 rend hommage à Joseph Babineau, fondateur de Saint-Louis-de-Kent. Une plaque rendant hommage à Marie Babineau a été rajoutée à ce monument en 1994. Un banc de pierre et un mât de drapeau sont dédiés à la famille de François et Laurence Babineau. Le site a une importance archéologique car des dépressions dans le sol indiqueraient l'emplacement de l'ancienne église et du premier presbytère.
Le parc des Forgerons est en face du Berceau du drapeau acadien, du côté sud du chemin Desherbiers. Il commémore l'emplacement de l'ancienne forge.
Le parc de la grotte et du calvaire est située sur la rive sud, en bordure du pont. C'est un lieu de pèlerinage, où des processions ou des messes sont organisées à chaque année. C'est à cet endroit qu'a eu lieu la levée du drapeau acadien lors du premier congrès mondial acadien en 1994, événement auquel assistèrent 3000 personnes. Le parc est délimité par un muret en pierres des champs. La grotte construite en 1878 se veut une réplique de la grotte de Massabielle, à Lourdes, et comprend une statue de Sainte-Bernadette agenouillée devant une statue en bronze de la Vierge Marie. Le calvaire, construit en 1882, a un socle de béton recouvert de pierres et comprend trois statues, Jésus sur la croix, Marie et Saint Jean.
La maison Brideau est située au 10 542 rue Principale et a été habitée par l'historien Cyriaque Daigle. C'est une maison construite de 1904 à 1905 par Augustin Brideau, illustrant bien l'adaptation du style Foursquare américain dans le style acadien. La forme cubique originale a été agrandi par un second volume aux proportions semblables. La maison a un lambris extérieur en planches à clins, un toit en croupe, une grande lucarne et une galerie.
L'ancienne gare est située au 10 617 rue Principale. L'édifice de deux étages a été construit vers 1885 et a servi jusqu'en 1900, où il a été déplacé sur la glace jusqu'à son emplacement actuel. La gare, maintenant une résidence, conserve certains éléments de l'époque ou le Kent Northern Railway reliait le village à Richibouctou. C'est un édifice de deux étages à charpente de bois, au lambris non peint, aux planches cornières blanches et au toit à pignons.
Le parc des Grands pique-niques est situé au coin de la rue principale et du chemin du Cap. Il commémore un lieu de rencontre communautaire utilisé entre 1870 et le milieu du XXe siècle.
Le pont en bois de Saint-Louis a été construit en 1941 au-dessus de la rivière Kouchibouguasis. Il est lourdement endommagé et le gouvernement provincial propose de le remplacer par une structure en béton. Le maire et une partie de la population s'oppose à ce projet, prétextant qu'il fera perdre son cachet au village et que les travaux détruiront la grotte de Lourdes.

### Langue
Selon la Loi sur les langues officielles, Bouctouche est officiellement francophone puisque moins de 20 % de la population parle l'anglais.

### Arts
Le village est mentionné dans le recueil de poésie La terre tressée, de Claude Le Bouthillier.